# Dylan Rieder
Dylan Rieder (Westminster, California; Estados Unidos; 26 de mayo de 1988 - Ibídem; 12 de octubre de 2016) fue un skater y modelo de nacionalidad estadounidense.

## Carrera
Hijo de un matrimonio de clase media conformado por Joe Rieder y Dana Ortiz, se dedicó desde muy chico a las pasarelas debido a su belleza innata.
Rieder fue un reconocido modelo de populares marcas de modas.  En 2014 realizó una campaña como modelo junto con Cara Delevigne y Jourdan Dunn para DKNY . En ese año, también apareció en unas fotos de modas del diseñador Alexander Wang en Vogue.
Conocido por su limpio y elegante estilo sobre el monopatín y por sus múltiples apariciones en vídeos virales de YouTube, Rider ha sido una referencia para toda una generación de skaters.
También fue uno de los skaters más famosos del mundo. Comenzó a practicar el deporte a los nueve años y fue un impulsor del estilo y la moda de esta práctica, en el que compitió como profesional desde los 18 años luego de que firmara un contrato profesional con Alien Workshop. A esa edad fue parte del video del 2006: "Transworld Skateboarding: A Time To Shine" y también reconocido como el mejor  "Skateboard Mag" del 2006. En 2014 fue presentado en el video de Supreme 2014 "Cherry", por lo que ganó el premio Transworld Skateboarding a Mejor revelación en el 2015.
El joven logró conseguir patrocinadores importantes a lo largo de su carrera, como HUF, Fucking Awesome, Supreme, Spitfire y Thunder, entre otros. 
Junto con sus compañeros de skate, Jake Lamagno y Steven Ditchkus, poseía una tienda en el barrio de East Village de la ciudad de New York llamado "The Hunt", que se especializa en "muebles y rarezas variadas del lado oscuro de Americana".

## Enfermedad
Rieder fue diagnosticado con leucemia por primera vez en julio de 2014. En marzo de 2015, recibió un trasplante de médula ósea de su hermana, y anunció un mes después que estaba en remisión. Sin embargo, el cáncer volvió en noviembre de ese año y recibió un segundo trasplante de médula ósea, de nuevo de su hermana. Luego volvió a estar en remisión. Pero el cáncer volvió una vez más.

## Fallecimiento
Dylan falleció a causa de leucemia, una enfermedad que llevaba padeciendo desde algunos meses, a los 28 años de edad el 12 de octubre de 2016. Su familia, en tanto, pidió que en lugar de flores la gente destinara ese dinero a la fundación del doctor Stephen Forman, para continuar investigando y avanzando en la lucha contra el cáncer. En la pieza en memoria a Rieder en GQ la revista lo llamó "El Skater que cambió de moda para siempre". Mark Oblow dijo en una entrevista para The Skateboard Mag, "no murió de cáncer, él superó el cáncer dos veces, sabes que entró en remisión dos putas veces, fue debido a una maldita infección pulmonar, su columna vertebral estaba muy dañada y debido a los problemas que causó la quimioterapia a sus ojos, así como por el daño que le hizo a su hígado y sus pulmones y todas estas cosas".

## Filmografía
| Año  | Película                     |
| ---- | ---------------------------- |
| 2003 | Osiris - Subject To Change   |
| 2003 | Grind                        |
| 2006 | Transworld - A Time To Shine |
| 2006 | Thrasher - Shotgun           |
| 2009 | Alien Workshop - Mind Field  |
| 2010 | Gravis - Dylan.              |
| 2013 | Huf - Stoops Euro Tour       |
| 2014 | Huf The Dylan                |
| 2014 | Supreme - Cherry             |
| 2015 | Boys Of Summer               |

## Clasificaciones de las competiciones

### Ligas callejeras de Skateboarding
| Años | Título                        | Lugar |
| ---- | ----------------------------- | ----- |
| 2010 | Glendale, Arizona Finals      | 17th  |
| 2010 | Las Vegas, Nevada Finals      | 18th  |
| 2011 | Seattle                       | 18th  |
| 2011 | Kansas City (May)             | 19th  |
| 2012 | Kansas City (JULY)            | 14th  |
| 2012 | Ontario                       | 21th  |
| 2012 | Glendale                      | 22nd  |
| 2013 | Street League Finals - Brazil | 19th  |
| 2013 | Kansas City                   | 4th   |

### X GAMES
| Año  | Título        | Lugar |
| ---- | ------------- | ----- |
| 2011 |               | 99th  |
| 2012 | Los Ángeles   | 15th  |
| 2013 | Los Ángeles   | 16th  |
| 2013 | Barcelona     | 12th  |
| 2013 | Foz do Iguaçu | 19th  |